# 대한민국 정무장관실
정무장관실(政務長官室)은 대통령 및 그 명을 받아 국무총리가 특히 지정하는 사무를 수행하는 대한민국의 중앙행정기관이었다. 1981년 4월 8일 무임소장관실을 개편하여 발족하였으며 1998년 3월 1일 폐지되었다. 정무장관(제1)실과 정무장관(제2)실, 정무장관(제3)실을 묶어서 부르는 표현으로 실제 정무장관실은 존재하지 않았다.

## 설치 근거 및 소관 업무
- 정부조직법 [법률 제3422호, 1981.04.08 일부개정] 제18조[1]
- 정무장관실직제 [대통령령 제10280호, 1981.04.08 제정] 제1조[2] 및 제2조[3]

### 각 부처별 업무
- 정무장관(제1)실은 국회 및 여당 그리고 제정당과의 당정 협조에 관한 업무를 맡았다.
- 정무장관(제2)실은 안보와 외교에 관한 업무를 맡았으나 직제 개편 이후 사회·문화에 관한 업무를 맡았다.
- 정무장관(제3)실은 경제에 관한 업무를 맡았다.

## 연혁
- 1981년 4월 8일 - 무임소장관실을 폐지하고 정무장관(제1)실, 정무장관(제2)실, 정무장관(제3)실을 신설.
- 1982년 3월 20일 - 정무장관(제2)실을 폐지하고 정무장관(제3)실을 정무장관(제2)실로 개편.
- 1998년 3월 1일 - 정무장관(제1)실과 정무장관(제2)실을 폐지. 소관 업무는 각각 행정자치부와 여성특별위원회로 이관.

## 같이 보기
- 정무장관(제1)실
- 정무장관(제2)실
- 정무장관(제3)실